# Cruz Machado
Cruz Machado est une municipalité brésilienne située dans l'État du Paraná.